# Safety Harbor
Safety Harbor – miasto w Stanach Zjednoczonych, w stanie Floryda, w hrabstwie Pinellas.

## Demografia
W 2010 liczyło 16 884 mieszkańców. W roku 2023 liczba mieszkańców wzrosła do 16 955 osób, a gęstość zaludnienia przekroczyła 1304 osoby/km².